# Bikaner (ciutat)

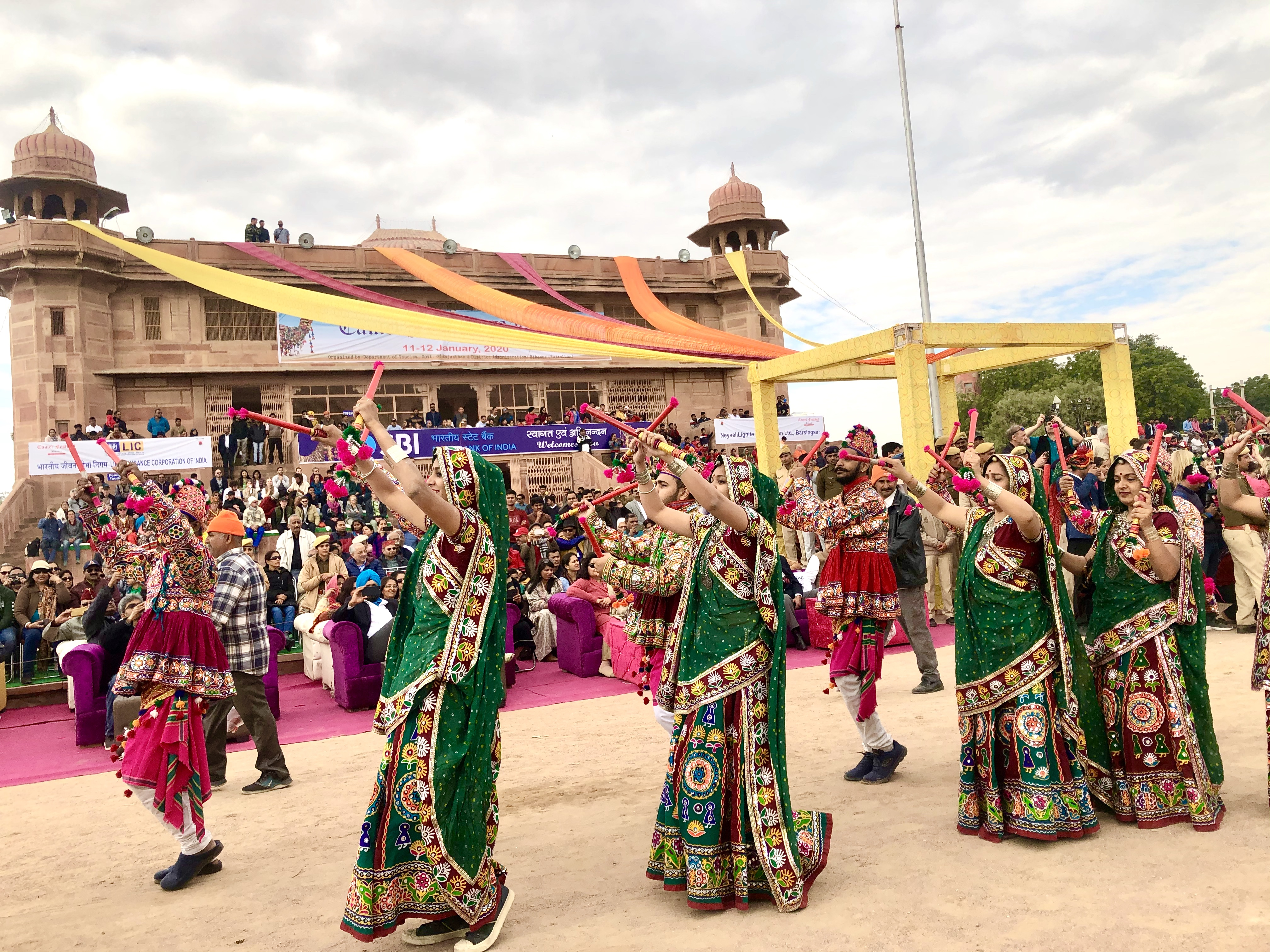
Celebració a Bikaner.

Bikaner és una ciutat del Rajasthan a l'Índia, capital del districte de Bikaner i antiga capital de l'estat de Bikaner. Fou fundada per Rao Bika el 1488 (la fortalesa el 1485). Avui és la quarta ciutat de Rajasthan.

## Geografia i població
Està situada al nord-oest de Rajasthan. Està ben comunicada amb altres ciutats per ferrocarril i carretera i és un centre comercial a la comarca. Disposa d'un aeroport militar a Naal.
El seu clima és sec i la temperatura oscil·la entre 50 graus a l'estiu i temperatures negatives a l'hivern. Les pluges són reduïdes excepte als mesos de juliol i agost.

A la vora de la ciutat es troba la major granja de camells d'Àsia.

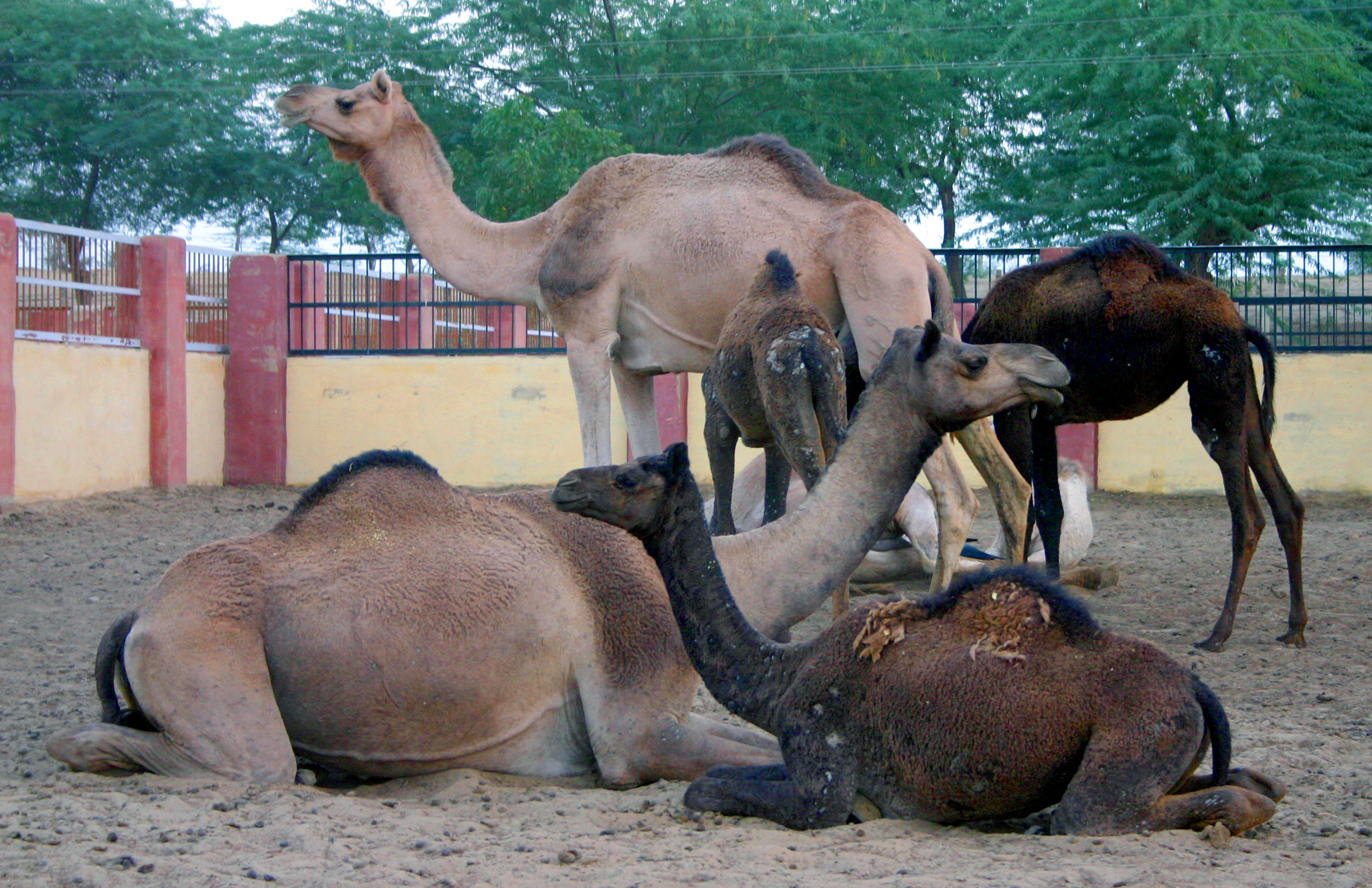
Granja de camells

Segons el cens del 2001 la població és de 529.007 habitants (53% homes i dones el 47%). Són analfabets el 34% (més dones que homes). El 14% de la població té menys de 6 anys. La població antiga era:
- 1881: 33.154
- 1891: 50.513
- 1901: 53.075

## Fires i festivals
- Karni Mata
- Gangaur
- Kapil Muni
- Festival del Camell, cada gener
- Aksaye Tritya o "Akkha Teej": dia de la fundació de Bikaner

## Atraccions i monuments a la ciutat i rodalia
- Fort de Junagarh
- Palau Lalgarh
- Palau de Gajner
- Granja de Camells
- Parc públic i Zoològic
- Temple de Raj Ratan Bihariand Rasik Siromani
- Temple de Lakshmiminath
- Temple jain de Bhandasar
- Museu de Ganga
- Museu Prachina
- Arxius de l'estat de Rajasthan
- Havelis
- Devi Kund Sagar
- Karni Mata Mandir (Temple de les rates)
- Gajner Wildlife Sanctuary
- Kalibangan.
- Kolayat.
- Laxmi Niwas Palace
- Temple de Shiv Bari
- Moolnayakji
- Temple de Laxmi Nath
- Temple de Shiv Bari

## Educació
Bikaner disposa de diverses escoles i universitats:
- University of Bikaner
- Rajasthan Agriculture University
- Engineering College of Bikaner (ECB)
- Sardar Patel Medical College of Bikaner
- Veterinary College of Bikaner
- Marudhar Engineering College
- Dungar College
- Maharani Sudarshan College (M.S. College)
- Sardar Patel Medical College
- B.J.S. Rampuria Jain College
- Shri Jain P.G. College
- Shri Nehru Sharda Peeth
- Binani Girls College
- Shri Jain Girls College
- Institute of Management Studies
- Afterschool Centre for Social Entrepreneurship

## Gent notable de Bikaner
- Anurag Acharya
- Prof. Radha Krishan Ranga Retired Principal B.J.S.R. Jain College, Bikaner
- Dr.Chandra Shekhar Ranga
- Dr. R.L.Choudhary
- Sanjay Prakesh Ranga
- Maharaja Karni Singh
- Allah Jilai Bai
- Nand Kishore Acharya
- Dr. B. D. Kalla
- Rajyavardhan Singh Rathore
- Rajyashree Kumari
- Rajiq Khan
- Vijay Shankar Vyas
- Hisam-ud-din Usta, medalla de Padma Shri
- Diana Rigg, actriu
- Seth Ramnath Daga
- Bharat Vyas, actor
- B. M. Vyas, actor
- Rounak vyas, periodista
- Raja Hasan
- Sandeep Acharya
- Sudhir Tailang, caricaturista
- Rajesh Tailang, actor, escriptor i director
- Guddi Vyas, periodista
- Babu Mukta Prasad
- Babu Raghuwar Dayal Goyal
- Baba Magha Ram
- Bhiksha Lal Bohra
- Laxman Das Swami 'Athak'
- Shree Ram Acharya
- Laxmi Devi Acharya
- Khetu Bai
- Multan Ji Darji
- Jeetmal Purohit "Jeeta Bha"
- Krishna Gopal "Guttad Maharaj"
- Shree Gopal Damanni
- Devidutt Pant
- Goverdhan Pania
- Shree Gopal Acharya
- Laxmi Narayan Vyas
- Ram Gopal Mohata
- Ram Krishan Acharya "Kalkatti"
- Dau Dayal Acharya
- Ganga Das Kaushik
- Ram Narayan Sharma
- Ganga Dutt Ranga
- Mool Chand Pareek
- Surendra Sharma

## Galeria

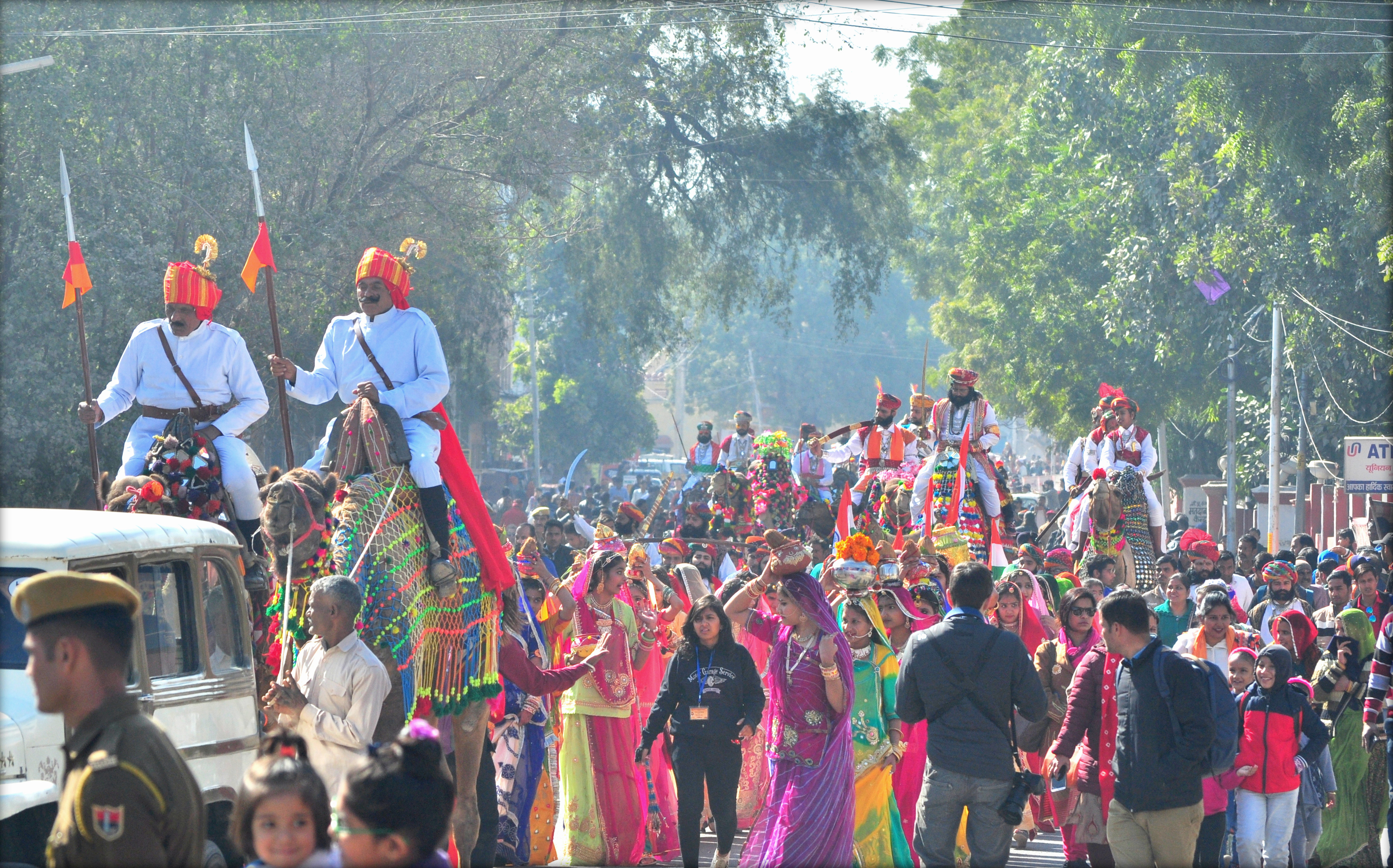
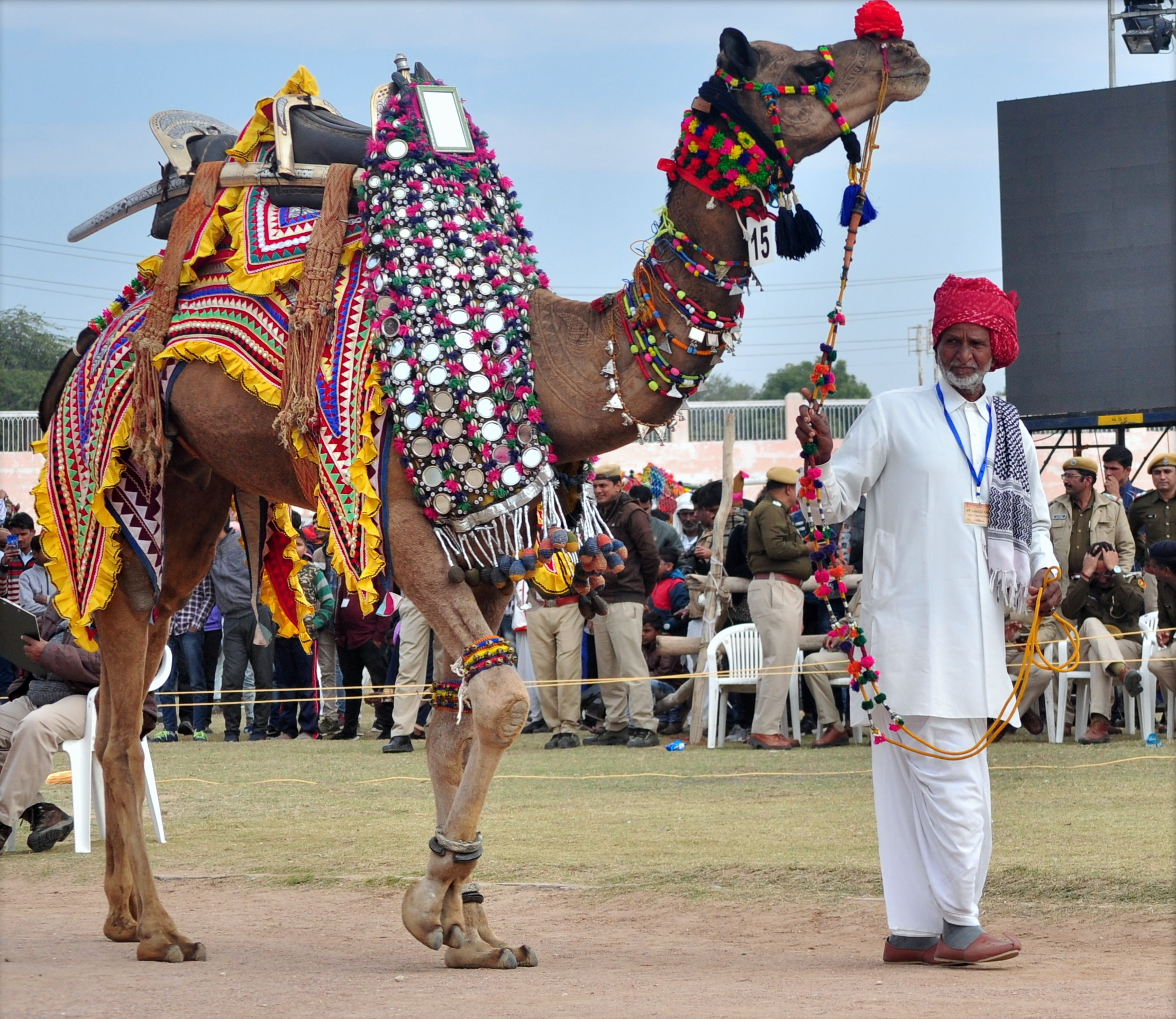
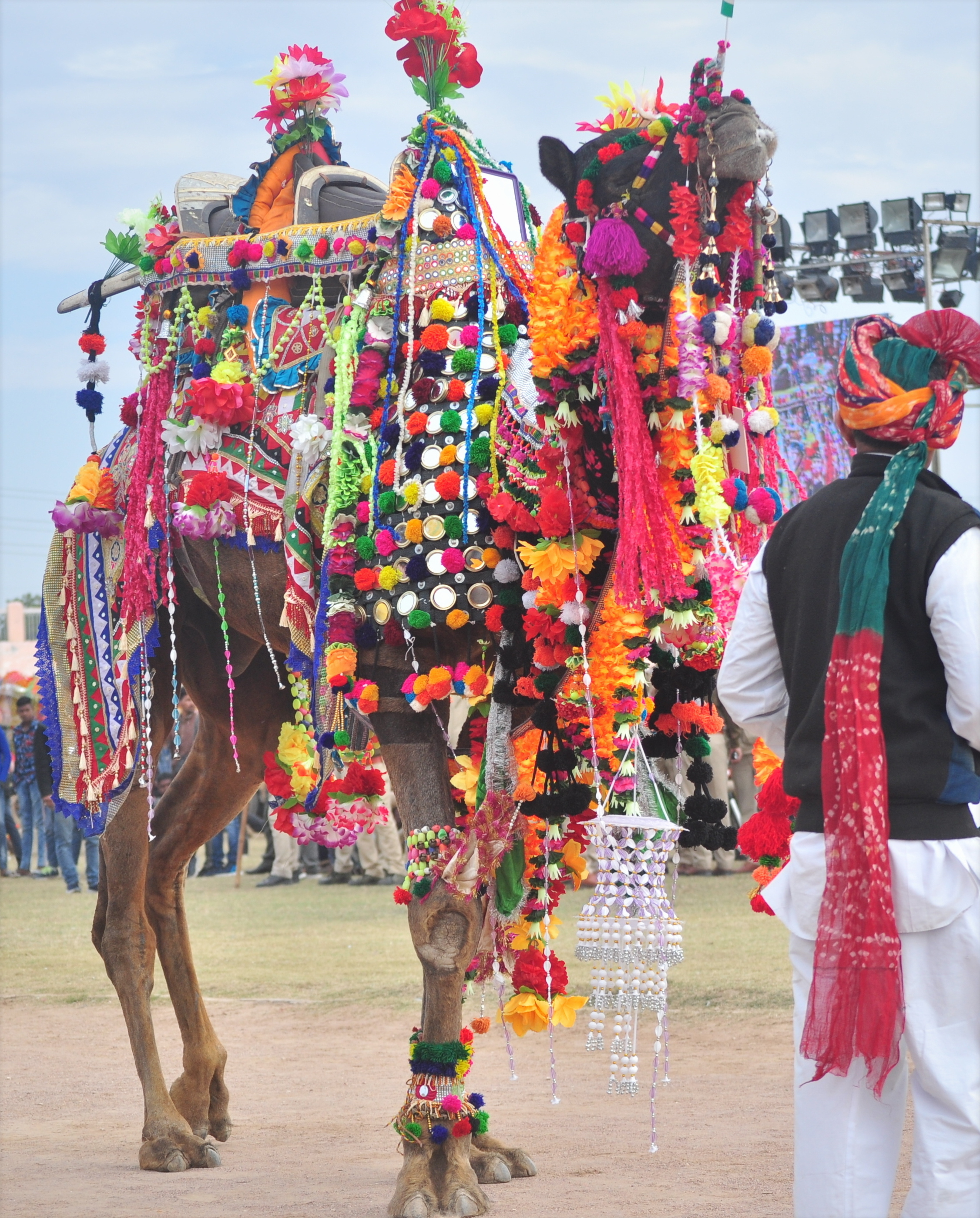
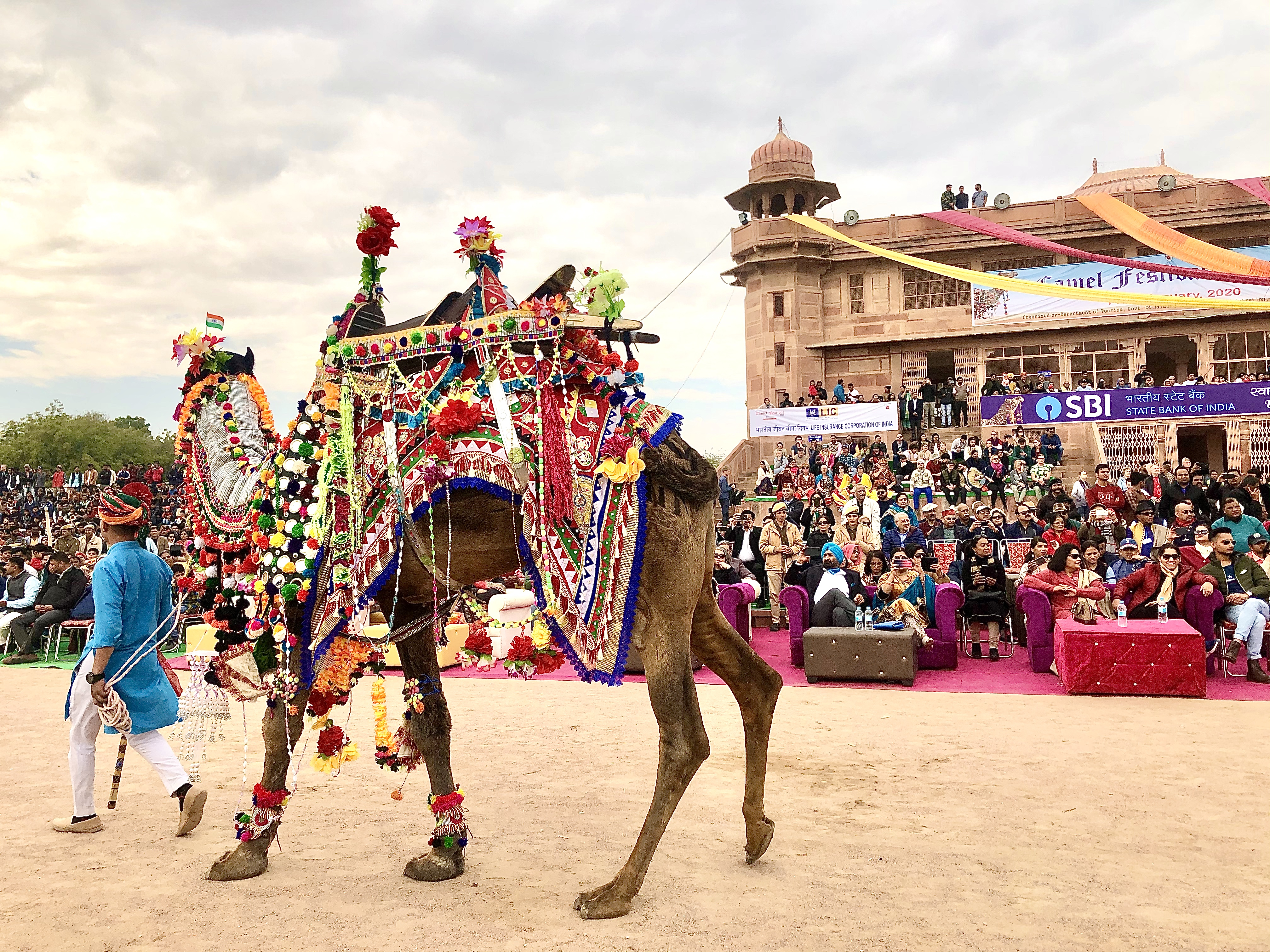
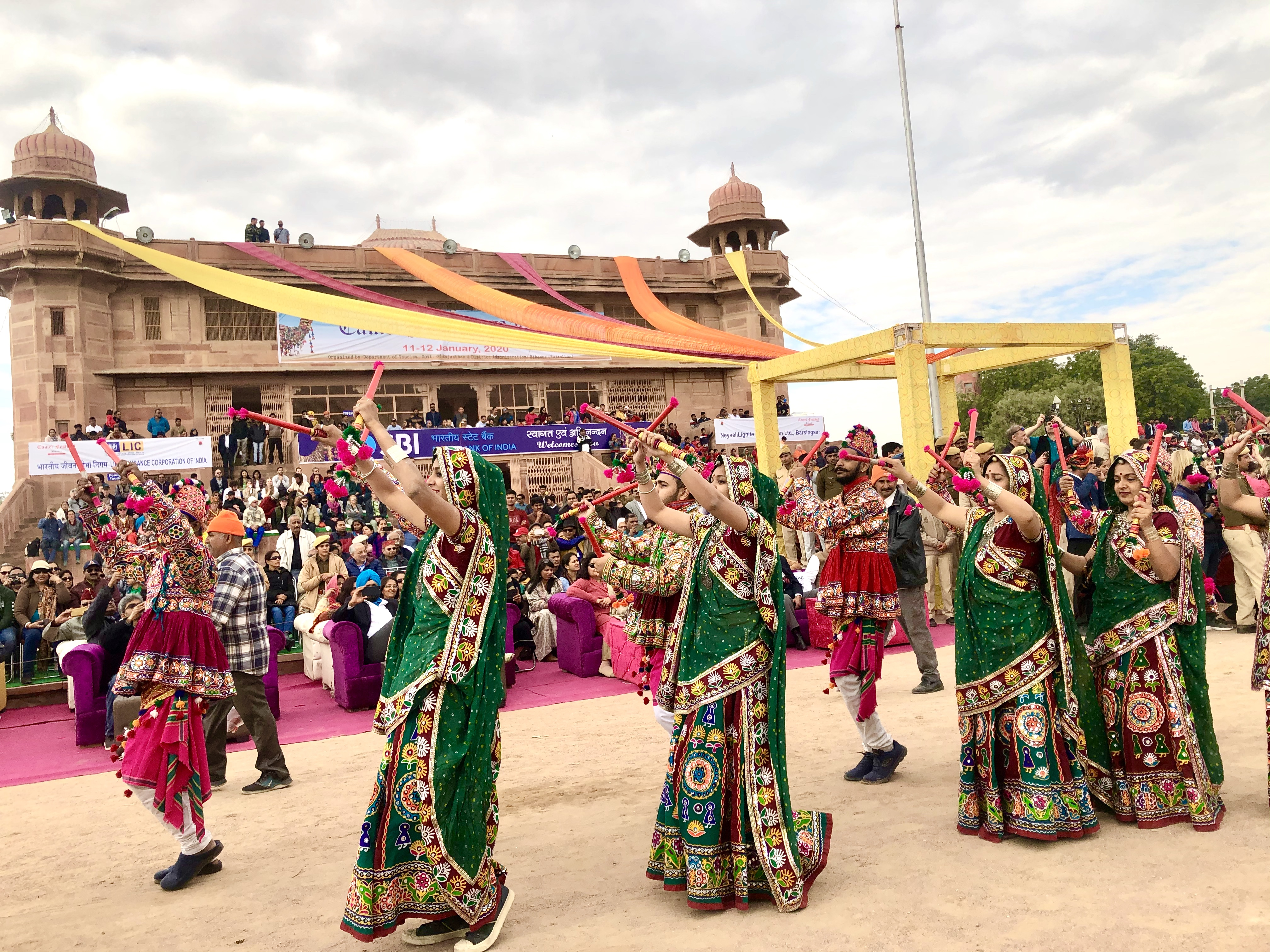
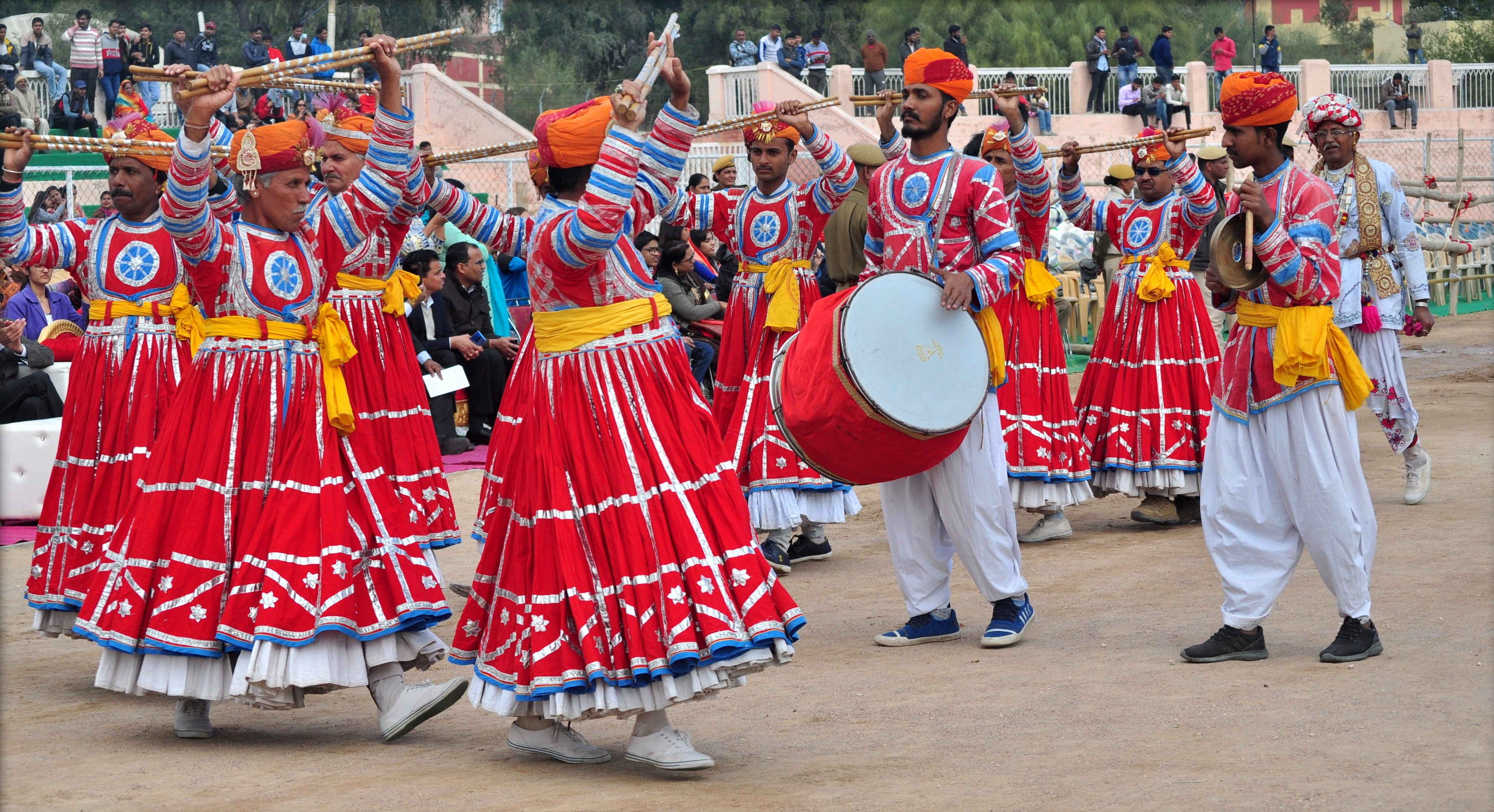

## Història
La ciutat fou fundada el 1488.